# Vita Burchardi
Die Vita Burchardi (Das Leben Burchards) ist eine Biografie über Burchard, Bischof von Worms († 1025), die kurz nach seinem Tod verfasst wurde.

## Autor
Der Autor – wohl ein Schüler Burchards – ist, entsprechend den mittelalterlichen Gepflogenheiten, anonym geblieben. Er war ein Wormser Kanoniker und vermutlich Ebbo († nach 1044), Domkanoniker und Scholaster der Domschule in Worms, später Kustos des Domkapitels. Er soll identisch mit Bischof Eberhard I. von Konstanz sein.

## Werk
Die Lebensbeschreibung des Bischofs ist in Latein verfasst und bald nach dem Tod des Bischofs am 20. August 1025, aber noch vor 1027 niedergeschrieben. Sie umfasst 724 Textzeilen. Die Vita stützt sich teilweise auf die Schrift De diversitate temporum libri II des Alpert von Metz, die dieser Bischof Burchard gewidmet hatte. Die Vita Burchardi wiederum ist Bischof Walter von Speyer, einem Freund Burchards gewidmet.

## Überlieferungsgeschichte
Ende des 15. und Anfang des 16. Jahrhunderts gab es von dem Text noch je eine Handschrift, eine im Domstift und eine im Paulusstift in Worms.
Überliefert ist der Text durch seinen Erstdruck von 1548 und durch umfangreiche Aufnahme des Textes in der um 1500 entstandenen Kirschgartener Chronik des Johannes Heydekyn von Sonsbeck. Weiter soll es den Text in einem Kodex im Bestand der Bibliotheca Palatina, der in die Vatikanische Bibliothek gelangte, gegeben haben, ein Kodex, der allerdings vermisst wird.

## Inhalt
Der Text stellt das segensreiche Wirken Burchards für die Kanoniker in Worms in den Mittelpunkt. Ein besonderes Anliegen war es Burchard nach Darstellung des Autors, die Verdienste des Lebens als Kanoniker auch gegenüber denen des höher bewerteten Lebens als Mönch hervorzuheben, nachdem der Wormser Dompropst zusammen mit anderen Kanonikern in ein Kloster übergetreten war.
Die bei der Wiedergabe des Textes heute üblichen Zwischenüberschriften waren im Original wohl nicht vorhanden. Der Text gliedert sich in eine Einleitung, drei Einschübe, die Burchards Tugenden hervorheben, und mehrere weitere Einschübe, wie Burchards Predigt über die Aufgaben der verschiedenen Stände im Rahmen der Kirche und eine Diskussion theologischer Fragen, die er mit einem Schüler führte. Der Text schließt mit einer Anrufung gegen die Feinde und Neider Burchards. Im Übrigen berichtet die Vita Burchardi über das Leben des Bischofs mehr oder weniger in zeitlicher Abfolge, unter anderem über
- sein Diakonat
- sein Wirken am Stift St. Viktor vor Mainz
- Ereignisse um Tod und Nachfolge Bischof Hildebolds von Worms
- Bischofsweihe Burchards
- Bau der neuen Stadtbefestigung Worms
- Auseinandersetzung mit Herzog Otto von Worms
- Italienzug mit Kaiser Otto III. und Tod des Kaisers
- Wahl König Heinrichs II.
- Gründung des St. Paulusstifts in Worms
- Erarbeitung der Sammlung des kanonischen Rechts Decretorum Libri XX
- Bau des Doms und Ausbau des Domstifts, Weihe des Doms in Anwesenheit von König Heinrich II.
- Kanonissenstift Maria Münster und die Einsetzung seiner Schwester Mathilde als Äbtissin
- Zum Kanonikerwesen
- Verlegung des Andreasstifts in den Mauerring der Stadt Worms
- Bau des St. Martinsstifts
- Königserhebung Konrads II.
- Krankheit und Tod
- Öffnung des Nachlasses und Begräbnis

Etwa die Hälfte des Textes ist in direkter Rede verfasst, Worte die der Bischof an seine Zuhörer richtete, meistens Kanoniker.

### Ausgaben
Nach Erscheinungsjahr geordnet
- Burchardi Wormaciensis ecclesiae eoiscopi: Decretorum Libri XX. ex Consilijs et orthodoxorum patrum Decretis, tum etiam diversarum nationum Synodis, ceu loci communes co[n]gesti, in quibus totum Ecclesiasticum munus luculenta brevitate, et veteres Ecclesiarum obseruationes complectitur. Opus nunc primum excusum, omnibus Ecclesiasticis ac Parochis apprime necesssarium. Novesianus, Köln 1548. [Ohne die Vorrede des Autors]
- Vita Burchardi episcopi. In: Georg Heinrich Pertz u. a. (Hg.): Scriptores (in Folio) 4: Annales, chronica et historiae aevi Carolini et Saxonici. = Monumenta Germaniae Historica. Hannover 1841, S. 829–846.
- Heinrich Boos (Hg.): Vita Burchardi = Quellen zur Geschichte der Stadt Worms Bd. 3. Berlin 1893, S. 99–126.
- Karl Börschinger (Übersetzer): Das Leben Burchards deutschsprachige Übersetzung. In: Festausschuss (Hg.): Wormatia Sacra. Beiträge zur Geschichte des ehemaligen Bistums Worms. Aus Anlass der Feier der 900. Wiederkehr des Todestages des Bischofs Burchhard. Otto Stenzel, Worms 1925, S. 8–42.
- Gérard Fransen und Theo Kölzer: Burchard von Worms (Burchardus wormaciensis ecclesiae episopus): Decretorum libri  XX ex consiliis et orthodoxorum patrium decretis, tum etiam diversarum nationum synodis seu loci communes congesti = Ergänzter Neudruck der editio princeps, Köln 1548. Scientia, Aalen 1992. ISBN 3-511-09217-5, [S. 70–83]; [Faksimile der Ausgabe von 1548, ohne Seitenzählung]

### Sekundärliteratur
Nach Autoren / Herausgebern alphabetisch geordnet
- Stephanie Coué: Acht Bischofsviten aus der Salierzeit – neu interpretiert. In: Die Salier und das Reich, Band 3: Sefan Weinfurter und Hubertus Seibert: Gesellschaftlicher Wandel im Reich der Salier. Jan Thorbecke, Sigmaringen 1991. ISBN 3-7995-4133-0, S. 347–413 [S. 350–359: Die Vita Burchardi].
- Stephanie Coué: Hagiographie im Kontext. Schreibanlaß und Funktion von Bischofsviten aus dem 11. und vom Anfang des 12. Jahrhunderts = Hagen Keller: Arbeiten zur Frühmittelalterforschung. Schriftenreihe des Instituts für Frühmittelalterforschung der Universität Münster 24. De Gruyter, Berlin 1997. ISBN 3-11-014825-0
- Stephanie Haarländer: Die Vita Burchardi im Rahmen der Bischofsviten seiner Zeit. In: Wilfried Hartmann (Hg.): Bischof Burchard von Worms 1000–1025 = W. Hartmann (Hg.): Quellen und Abhandlungen zur mittelrheinischen Kirchengeschichte 100. Gesellschaft für Mittelrheinische Kirchengeschichte, Mainz 2000. ISBN 3-929135-33-7, S. 129–160.
- Stephanie Haarländer: Vitae Episcoporum. Eine Quellengattung zwischen Hagiographie und Historiographie, untersucht an Lebensbeschreibungen von Bischöfen des regnum Teutonicum im Zeitalter der Ottonen und Salier = Friedrich Prinz: Monographien zur Geschichte des Mittelalters Bd. 47. Hiersemann, Stuttgart 2000. ISBN 3-7772-0022-0
- Max Kerner: Ebbo von Worms. In: Burghart Wachinger: Die deutsche Literatur des Mittelalters – Verfasserlexikon Bd. 2. Neuausgabe der 2. Aufl. de Gruyter, Berlin / New York 2010, ISBN 978-3-11-022248-7, S. 253f.